# Hustadstranda
Hustadstranda est une localité du comté de Nordland, en Norvège.

## Géographie
Administrativement, Hustadstranda fait partie de la kommune de Lødingen.